# William Diller Matthew

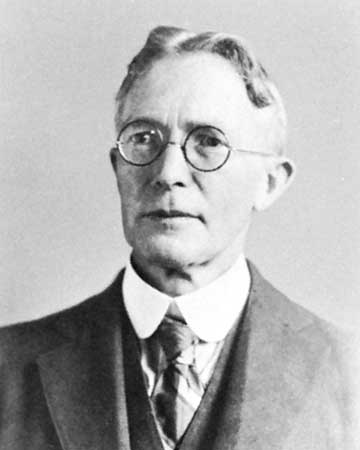
William Diller Matthew

William Diller Matthew (* 19. Februar 1871, Saint John (New Brunswick) (Kanada); † 24. September 1930, San Francisco) war ein kanadisch-amerikanischer Wirbeltierpaläontologe und Zoogeograph. Der Schwerpunkt seiner Forschung lag bei den paläogenen (tertiären) Säugetieren. Mit seiner Arbeit trug er wesentlich zu einem modernen Verständnis der Evolution dieser Tiere bei.
Matthew war der wissenschaftliche Lehrer von George Gaylord Simpson (1902–1984), der als einer der einflussreichsten Paläontologen des 20. Jahrhunderts gilt.

## Leben und Werk
William Diller Matthew war der Sohn des bedeutenden kanadischen Paläontologen George Frederic Matthew (1837–1923), einem Spezialisten für Fossilien aus der Zeit des Kambriums. Der junge Matthew studierte bei dem Paläontologen Henry Fairfield Osborn (1857–1935). Von 1895 bis 1927 arbeitete Matthew in der Abteilung für Wirbeltierpaläontologie am American Museum of Natural History. Im Jahre 1911 wurde er Kurator der Abteilung. Ab 1922 bis 1927 war er Chefkurator des Bereiches für Erdwissenschaften. Während dieser Zeit untersuchte er eingehend die von Edward Drinker Cope gesammelten Fossilien und veröffentlichte 240 wissenschaftliche Arbeiten. Als er 1927 das Museum verließ, wurde George Gaylord Simpson sein Nachfolger. Von dieser Zeit an bis zu seinem Tod war Matthew Professor für Paläontologie an der University of California, Berkeley.
In seinem Hauptwerk „Climate and Evolution“ von 1915 vertrat er die These der relativen Unveränderlichkeit (Fixismus) von Kontinenten und Ozeanbecken gegenüber der bis dahin herrschenden Landbrücken-Hypothese. Die Landbrücken-Hypothese war das gängige Erklärungsmodell für die gegenwärtige geografische Verteilung der Tierwelt und diente als Erklärung dafür, dass nahe verwandte Tiergruppen heute auf weit voneinander entfernten Kontinenten anzutreffen sind. Nach seiner Ansicht sollten die Tiere die ozeanischen Tiefseebecken auf natürlichen Flößen reisend überquert haben. Matthews Theorie blieb bis zum Aufkommen der Theorie der Plattentektonik in den 60er Jahren maßgeblich.
Die von Matthew in den 30er Jahren vertretene Überzeugung, dass die meisten Säugetierfamilien und -ordnungen in der nördlichen Erdhemisphäre entstanden waren und sich dann allmählich nach Süden ausbreiteten, trug erkennbar rassistische und politische Züge. In entlegenen Gebieten, beispielsweise in Australien, bliebe dann eine vergleichsweise primitive Fauna erhalten.

## Bedeutende Werke
- Climate and Evolution Annals of the New York Academy of Sciences, vol. 24, 1915
- Range and limitations of species as seen in fossil mammal faunas. In: Bulletin of the Geological Society of America 41. S. 271–274.
- Paleocene Faunas of the San Juan Basin, New Mexico (1937)